# Eroevien
Eroevien of Eroewien (Hebreeuws: עירובין, letterlijk vermengingen) is een traktaat (masechet) van de Misjna en de Talmoed. Eroevien is het tweede traktaat van de Orde Moëed (Seder Moëed) en bestaat uit tien hoofdstukken.
Het traktaat Eroevien bevat regels voor de wijzen waarop men de grenzen, waarbinnen men zich op sjabbat mag bewegen en voorwerpen mag vervoeren, kan uitbreiden.
Eroevien is onderdeel van zowel de Babylonische als de Jeruzalemse Talmoed. Het traktaat bevat 105 folia in de Babylonische Talmoed en 65 in de Jeruzalemse Talmoed.